# Koshikijima-eilanden
De Koshikijima-eilanden (甑島列島; Koshikijima rettō) zijn een Japanse eilandengroep in de Oost-Chinese Zee die bestuurlijk tot de stad Satsumasendai in de prefectuur Kagoshima behoren. De eilanden bevinden zich 38 km ten westen van de haven Ichikikushikino.

## Eilanden
- Kami-Koshikijima (上甑島),  Oppervlakte: 45,08 km²
- Naka-Koshikijima (中甑島), Oppervlakte: 7,29 km²
- Shimo-Koshikijima (下甑島), Oppervlakte: 66,27 km²
- Chikajima (近島)
- Futagojima	(双子島)
- Nojima (野島)
- Okinojima (沖の島)

De totale oppervlakte bedraagt 118,68 km²

## Geschiedenis
De eilanden bestonden tijdens de Meijiperiode uit 14 dorpen, die behoorden tot het district  Shikijima, provincie Satsuma (Satsuma no Kuni). In 1889 werden de dorpen samengevoegd tot 2 dorpen, Kami-Koshiki en Shimo-Koshiki.
In 1897 fusioneerden de eilanden met het district Satsuma. Later splitsten de dorpen  Kashima en Sato zich opnieuw af zodat er 4 dorpen overbleven. Op 12 oktober 2004  fusioneerden de dorpen Sato, Kamikoshiki, Shimokoshiki en Kashima  samen met de gemeenten Hiwaki, Iriki, Kedoin, Togo  en de stad Sendai tot de nieuwe stad Satsumasendai.
Subprefecturen:
Kumage · Oshima

Steden:
Aira · Akune · Amami · Hioki · Ibusuki · Ichikikushikino · Isa · Izumi · Kagoshima (hoofdstad) · Kanoya · Kirishima · Makurazaki · Minamikyushu · Minamisatsuma · Nishinoomote · Satsumasendai · Shibushi · Soo · Tarumizu

Districten:
Aira · Isa · Izumi · Kagoshima · Kimotsuki · Kumage · Soo · Satsuma · Oshima

Gemeenten per district